# کردفان
کردفان (به عربی: کردفان) یکی از استان‌های سابق در سودان مرکزی است.